# Скарлато, Орест Александрович
Оре́ст Алекса́ндрович Скарлато (21 августа 1920, Новоржев, Псковская губерния — 13 октября 1994, Дармштадт, Германия) — советский и российский малаколог и гидробиолог, специалист по двустворчатым моллюскам, а также зональной зоогеографии северной части Тихого океана. С 1981 года член-корреспондент АН СССР по отделению общей биологии (зоология), с 1992 года — академик РАН. С 1974 по 1994 год — директор Зоологического института РАН. Почётный директор Палеонтологического музея Нагано (Япония).

## Биография
Вскоре после поступления на биологический факультет Ленинградского государственного университета был призван в ряды Красной армии. Прошёл всю Великую Отечественную войну. Вернулся к обучению в 1945 году, сперва специализировался на кафедре гидробиологии, позже — на кафедре зоологии беспозвоночных. В 1950 году защитил дипломную работу по теме «К познанию моллюсков семейства Buccinidae Дальневосточных морей СССР».
После окончания университета поступил в аспирантуру в Зоологический институт АН СССР. В 1953 году защитил кандидатскую диссертацию «Двустворчатые моллюски (Anisomyaria и Eulamellibranchia Heterodonta) дальневосточных морей Советского Союза», в 1974 году — докторскую диссертацию «Двустворчатые моллюски умеренных вод северо-западной части Тихого океана».
Сотрудник Зоологического института АН СССР (РАН), с 1963 года — заместитель директора, с 1974 по 1994 год — директор института.
Занимаясь исследованиями шельфовых морей Дальнего Востока России, совместно с Александром Николаевичем Голиковым разработал методику количественного учёта донной фауны с применением лёгкого водолазного снаряжения (так называемая «пирамидальная система»), широко применявшуюся в 1970-х годах при исследовании дальневосточных и сибирских морей и на Белом море.
Похоронен на Большеохтинском кладбище Санкт-Петербурга.

### Семья
Сын — Сергей Орестович Скарлато (род. 1952), цитолог, руководитель лаборатории цитологии одноклеточных организмов Института цитологии РАН, президент Общества протозоологов при Российской академии наук.

## Публикации
Орест Александрович Скарлато опубликовал более 230 научных работ, в том числе 3 монографии (две из них на основе кандидатской и докторской диссертаций).

### Книги
- Скарлато О. А. Двустворчатые моллюски дальневосточных морей СССР (отряд Dysodonta). — М.—Л.: Наука, 1960. — 151 с.
- Волова Г. Н., Скарлато О. А. Двустворчатые моллюски залива Петра Великого. — Владивосток: Дальневосточное книжное издательство, 1980. — 93 с.
- Скарлато О. А. Двустворчатые моллюски умеренных вод северо-западной части Тихого океана. — Л.: Наука, 1981. — 480 с. — (Определители по фауне СССР, издаваемые Зоологическим институтом АН СССР, № 126).

### Статьи
- Скарлато О. А. К вопросу об амфипацифических ареалах на примере двустворчатых моллюсков // Труды Зоологического института АН СССР. — 1955. — Т. 21. — С. 174—178.
- Скарлато О. А. К биогеографии дальневосточных морей Советского Союза на примере двустворчатых моллюсков // Труды проблемных и тематических совещаний Зоологического института АН СССР. — 1956. — Вып. 6. — С. 83—92.
- Скарлато О. А., Голиков А. Н., Грузов Е. Н. Водолазный метод гидробиологических исследований // Океанология. — 1964. — Т. 4, № 4. — С. 707—719.
- Golikov A. N., Scarlato O. A. Vertical and horizontal distribution of biocoenoses in the upper zones of the Japan and Okhotsk seas and their dependence on the hydrological system // Sarsia. — 1968. — Vol. 34. — P. 109—116.
- Голиков А. Н., Скарлато О. А.  Об определении оптимальных температур обитания морских пойкилотермных животных путём анализа температурных условий на краях их ареалов // Доклады АН СССР. — 1972. — Т. 203, № 5. — С. 1190—1192.
- Golikov A. N., Scarlato O. A. Method for indirectly defining optimum temperatures of inhabitancy for marine cold-blooded animals // Marine Biology. — 1973. — Vol. 20. — P. 1—5.
- Скарлато О. А., Кафанов А. И. Доплиоценовая фауна Полярного бассейна и вопрос об исходной автохтонности эварктических родов // Зоологический журнал. — 1976. Т. 55, вып. 12. С. 1765—1772.

## Память
Имя Ореста Александровича Скарлато в 1995 году было присвоено Беломорской биологической станции Зоологического института РАН «Мыс Картеш».